# Tarot (juego de cartas)
El tarot es un juego de cartas que utiliza la baraja de tarot y se practica generalmente con cuatro jugadores aunque existen variantes desde dos hasta ocho jugadores.
Este artículo comienza con la exposición de las reglas más utilizadas. A continuación se explican algunas de las variantes más difundidas y luego se dan algunos consejos sobre la estrategia de juego.

## Características generales
El juego tiene dos etapas. En la primera se determina cuál de los jugadores, será el declarante, es decir, el que debe cumplir un contrato consistente en obtener cartas por un valor mínimo de puntos. A continuación se van jugando las bazas en las que cada participante tira una carta y el ganador se lleva la totalidad de ellas. Una vez terminadas las bazas se determina si el declarante alcanzó los puntos establecidos, si así fuera, sería el ganador, y si no, habría ganado cada uno de los otros jugadores.

## Baraja a utilizar
Se juega con una baraja de 78 cartas de tarot que se compone de 56 cartas divididas en cuatro palos de 14 cartas cada uno, 21 cartas especiales denominadas triunfos numeradas de 1 a 21  y una carta especial que no tiene número o tiene el número 0, denominada la excusa.
Los palos pueden ser los de la baraja española (oros, copas, espadas y bastos) o los de sus equivalentes de la baraja francesa (diamantes, corazones, picas y tréboles ). Cada palo se compone de las siguientes cartas ordenadas conforme su valor para este juego de mayor a menor: rey (R), dama (D), caballo o caballero (C), valet (V), diez, nueve, ocho, siete, seis, cinco, cuatro, tres, dos y uno (as). En esta serie (y siempre considerando cartas del mismo palo), cada carta gana a las que le siguen y pierde con las que le preceden: el rey gana a todas y el as (o uno) es superado por todas. 
El orden de los triunfos es el de su número: el mayor de ellos es el 21 (llamado el grande) y el menor el 1 (llamado el pequeño)

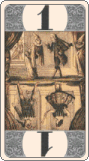
El pequeño.

La excusa no tiene relación con las otras cartas y se utiliza según unas reglas de juego especiales.
Para el juego de tarot, los triunfos 21 y 1, así como la excusa son los tres extremos y alrededor de ellas se organiza toda la estrategia.
Existe una baraja, llamada de Minchiate, pero que ha dejado de usarse por no corresponder el número de naipes con los normales.

## La distribución
Al iniciar el juego se distribuye una carta a cada jugador y quien reciba la más baja será el dador. Si un jugador recibe la excusa, se la debe reemplazar por otra. El número de cada carta determina su valor pero las cartas de triunfo, cualquiera sea el número que tengan, superan a las de los palos.  Si hay igualdad entre las dos cartas más bajas se decide conforme los palos en este orden: pique, corazón, diamante, trébol (o espada, copa, oro, basto). 
El jugador que se encuentra frente al dador mezcla las cartas y el de la izquierda del dador corta el mazo dejando por lo menos tres cartas en cada parte. El dador reparte las cartas de tres en tres en el sentido contrario a las agujas del reloj. Si son  tres jugadores cada uno recibe 24 cartas. Si son cuatro recibe 18 cartas y si son cinco recibe 15 cartas cada uno. En el curso de la distribución el dador va dejando en el centro de la mesa, una a una, un montón de seis cartas (que no pueden ser la primera ni la última del mazo) que forman la reserva o perro (chien en francés). En el juego de cinco jugadores esta reserva es de solo  tres cartas. 
Al finalizar por completo la distribución, cada jugador puede tomar y examinar sus cartas.
El jugador que, sin poseer la excusa, tenga el pequeño como único triunfo (lo que se denomina "el pequeño seco"), tiene la obligación de anunciarlo antes de que se inicie la subasta, en cuyo caso se anula la mano y se dan nuevamente las cartas.

## La subasta
A continuación cada jugador a partir del jugador mano (el de la derecha del dador) y siguiendo el sentido antihorario tiene la palabra para hacer una oferta  o decir "paso". Una vez que un jugador ofertó, cada uno de los siguientes debe "pasar" o superar la oferta anterior. Cada jugador solo puede hablar una vez. Las únicas ofertas posibles son, en orden ascendente, las siguientes: tomo, subo, en guardia, en guardia con la reserva y en guardia contra la reserva.
Quien ha hecho la oferta mayor pasa a ser el declarante y sus adversarios son los defensores. Si los cuatro jugadores pasan, el jugador a la derecha del dador hace una nueva distribución.
La puntuación que se debe obtener para ganar no varía según el tipo de contrato sino que se determina conforme el número de extremos que el declarante tenga en su poder al terminar las bazas, de acuerdo con la siguiente tabla:
- sin extremos necesita al menos  56 puntos para cumplir el contrato;
- con un extremo, necesita 51 puntos:
- con dos extremos, necesita 41 puntos:
- con tres extremos, necesita 36 puntos:

## Las cartas de la reserva
El destino de las cartas de la reserva depende del tipo de contrato que haya ganado la subasta:
- tomo, subo o en guardia: el declarante toma las cartas de la reserva, las muestra a todos los jugadores, las une a las de su mano y a continuación deja seis cartas (tres en las partidas de cinco jugadores) sin mostrarlas a los contrarios, en un montón frente a él, al que posteriormente añadirá las cartas de las bazas que gane. En este descarte no puede incluir reyes, extremos ni triunfos, salvo que por la composición de sus cartas le sea forzoso hacerlo, en cuyo caso los mostrará a los contrarios .

- en guardia sin la reserva, el declarante toma las cartas de la reserva y sin mostrarlas a los contrarios las pone directamente su montón de cartas ganadas.

- en guardia contra la reserva, la reserva pasara a ser de la defensa, es decir, de los jugadores contrarios al declarante. Tampoco en este caso los jugadores verán las cartas que componen la reserva.

Finalizada la subasta se procede con las cartas de la reserva de acuerdo a cuál haya sido la oferta ganadora, el declarante dice "juego" y el descarte no puede ser ya modificado.

## Anuncios
Antes de jugar la primera carta los jugadores (sean declarantes o defensores) pueden, si lo desean, hacer anuncios sobre el contenido de su mano y recibir premios por ellos.
A los efectos de estos anuncios la excusa será considerada como un triunfo. Los anuncios posibles son:
- Sin triunfos: puede hacerlo el jugador que entre las cartas de su mano no tenga triunfos, incluyendo la excusa. Recibe un premio de 10 puntos de cada uno de los otros jugadores.

- Sin puntos: puede hacerlo el jugador que no tenga extremos ni figuras. Recibe un premio de 10 puntos de cada uno de los otros jugadores que se puede acumular al anterior, o sea que el jugador que no tenga triunfos ni puntos recibe 20 puntos de premio de cada jugador.

- Triunfos: puede hacerlo el jugador que tenga como mínimo 10 (montón), 13 (doble montón) o 15 triunfos (triple montón), incluyendo la excusa, en una partida de cuatro jugadores (13, 15 o 18 en una de tres y 8, 10 o 13 en una de cinco). El jugador anuncia esos triunfos y los muestra (solo ha de mostrar los que ha cantado, aunque su total de triunfos sobrepase esa cifra; sin embargo, solo puede incluir la excusa entre los triunfos que muestra si no tiene más entre los no mostrados). Por estos anuncios recibe 20, 30 o 40 puntos respectivamente.

Si  el declarante toma la reserva los anuncios solo le serán pagados si gana y en caso de perder, el declarante pagará a los otros jugadores por los anuncios hechos.
- Capote (Grand Chelem en francés, Gran Slam en inglés) es el anuncio que hace el declarante de que ganará todas las bazas. Si  lo consigue, gana 400 puntos (aunque en algunos lugares esta cantidad puede variar a 600 o 1000 puntos de premio); en caso contrario, cada uno de los otros jugadores recibe esos puntos.

Si un jugador consigue dar capote sin anunciarlo, generalmente se establece que recibe la mitad de los puntos estipulados para el capote anunciado
El jugador que anuncia capote tiene derecho a jugar la primera carta (con independencia de a quién le hubiera correspondido ser mano). Si tiene la excusa debe jugarla en la última baza. En ese caso el pequeño será considerado "al final" si es jugado en la penúltima baza.

## Desarrollo de las bazas

### Reglas generales
El jugador que es mano (o el declarante que anunció capote) juega la primera carta, boca arriba, después hacen lo mismo cada uno de los otros participantes, en el sentido antihorario. Cuando todos lo han hecho se ha formado una baza y el ganador de ella recoge las cartas y las coloca en un montón, boca abajo. Se hacen solo dos montones, uno para el declarante y otro para los defensores que se coloca junto al jugador que está frente al declarante.
El ganador de la baza juega la primera carta en la siguiente y así sucesivamente hasta agotar las cartas de la mano.
La carta inicial de cada baza no tiene limitaciones.  Los jugadores siguientes deben ajustarse a estas reglas:
- Debe seguir el palo (jugar carta del mismo palo que la inicial)  pero no es obligatorio matar (es decir que puede jugar una carta de valor inferior aunque conserve otra que le hubiera permitido superar a las cartas jugadas);
- Si no puede seguir el palo debe jugar un triunfo;
- Si en esa baza otro jugador ya ha jugado un triunfo, debe jugar un triunfo más alto que los anteriores, si lo tiene; en caso de no tenerlo, igualmente debe jugar triunfo;
- Si no puede seguir el palo ni tiene triunfos, puede jugar cualquier carta.

El ganador de la baza se determina con estas reglas:
- Si todas las cartas son del mismo palo: gana la carta más alta.
- Si hay cartas de varios palos pero no hay triunfos: gana la carta más alta del palo de salida.
- Si hay un solo triunfo, ese es el ganador.
- Si hay varios triunfos,  gana la baza el  más alto.

### Reglas especiales

#### La excusa
- Si la carta inicial es la excusa, el jugador siguiente tiene libertad de elección de su carta y ella será la que determine el palo a seguir por los siguientes jugadores.
- Quien jugó la excusa solo gana la baza en caso de capote. Si el campo que ganó la baza es el mismo que jugó la excusa, ella se coloca en el montón correspondiente junto a las otras. Si quien jugó la excusa no pertenece al campo ganador de la baza, igualmente retiene la excusa para su montón pero debe reemplazarla por una carta de su montón, a su elección, que va al montón del ganador.
- En caso de capote cumplido por un jugador que no tuvo la excusa, ella vale cuatro puntos para los defensores.

#### El pequeño "al final"
Si el pequeño es jugado en la última baza se dice que está "al final" y el campo que gana la baza se beneficia con un premio de 10 puntos, que en el caso del declarante se suma al resto de premios y primas que le correspondan antes de multiplicarlos por el coeficiente establecido

## Recuento

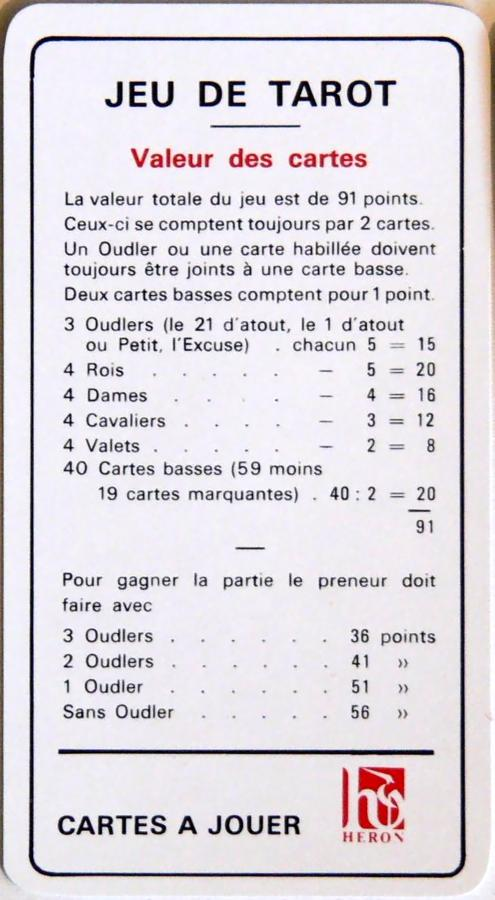
Juego de Tarot - Valor de las cartas.

Una vez jugadas todas las bazas, se cuentan los puntos que vale cada montón. Hay que contar las cartas de dos en dos: cada figura y cada extremo debe contarse con una carta de triunfo, ya que no son válidos los puntos de aquellas cartas que no puedan acompañarse de un triunfo.
En el caso de guardia sin la reserva, si hay un extremo en la reserva es adquirido por el declarante.
- 1 extremo + 1 carta numeral de palo: 5 puntos
- 1 rey + 1 carta numeral de palo: 5 puntos
- 1 dama + 1 carta numeral de palo: 4 puntos
- 1 caballero + 1 carta numeral de palo: 3 puntos
- 1 valet + 1 carta numeral de palo: 2 puntos
- 2 cartas numerales de palo: 1 punto

## Cumplimiento del contrato
El declarante cumple el contrato cuando obtuvo el número mínimo necesario conforme la cantidad de extremos que posee al fin de la partida.
Si el declarante llegó al número justo de puntos requeridos es un contrato « cumplido exacto »; si superó ese puntaje, los puntos suplementarios son los puntos de ganancia y si no llegó, los puntos faltantes son los puntos de pérdida.

### Puntuación final
Todos los contratos tienen una prima de 25 puntos. A ella, si es positiva para el declarante, se le suman los puntos suplementarios y otros premios -excepto los 10 puntos por ganar la última baza con la pequeña, que se añade aunque la puntuación haya sido negativa, con lo cual es posible convertirla en positiva- y se multiplica por el coeficiente que corresponda al contrato acordado. 
- Por 1 en caso de tomo.
- Por 2 en caso de guardia.
- Por 4 en caso de guardia sin.
- Por 6 en caso de guardia contra.

El resultado final son los puntos que el tomador debe cobrar de cada adversario o que debe pagar a cada uno de esos en caso de no haber cumplido el contrato. 
Cada defensor recibe el mismo número de puntos: en contra si el declarante ganó y a favor si perdió.
El declarante recibe el número de puntos multiplicado por tres, a favor o en contra segúna haya ganado o perdido.
Por lo tanto la suma de los cuatro puntajes debe dar cero.
Los puntos de cada juego parcial se suman o se restan (según el signo) al total de puntos ganados o perdidos en los anteriores juegos parciales. 
Al final del período establecido para terminar la partida, el jugador que ha acumulado más puntos positivos es el ganador de la partida.

### Ejemplos de puntajes finales
- Contrato en guardia, tiene un anuncio de diez triunfos en la mano. Juega el pequeño al final y hace 49 puntos teniendo dos extremos. En consecuencia: 49 - 41 necesarios = 8 en exceso al que se agregan los 25 por el contrato cumplido arrojando 33. Se suman 10 por el pequeño al final con lo que son 43 que multiplicados por el coeficiente 2 que corresponde al contrato da 86 a los que se agregan 20 por el anuncio de diez triunfos dando un total de 106. Cada defensor marca -106 y el declarante marca 106 x 3= 318.
- El declarante gana una guardia sin reserva de 4 puntos pero el pequeño al final es para la defensa. Recibe 4 + 25 = 29 por 4 (sin reserva) = 116 menos 10 x 4= 40 del pequeño o sea 76. El declarante recibe 76 x 3= 228 y cada defensor -76.
- Al declarante le faltaron 7 puntos para cumplir un contrato de tomo, después de haber hecho un anuncio de 10 triunfos pero ha jugado el pequeño al final. Cada defensor marca 25 + 7 + 20 (del anuncio) - 10 (pequeño al final)= 42. El declarante marca -42 x 3= -126.
- El declarante gana una guardia con 11 puntos en exceso y la defensa había hecho un anuncio de triunfos de 10 puntos. El declarante recibe (11 + 25) x 2 (guardia) = 72 + 20 (anuncio) = 92. El declarante gana 276 y cada defensor - 92.
- Contrato en guardia, el declarante anuncia y cumple un capote, anuncia una mano de 10 triunfos y juega el pequeño al final. La defensa conserva la excusa que había recibido. Con dos extremos el declarante obtiene 87 puntos. Gana 87-41 =46 (46+ 25) x 2 (guardia) + 20 (anuncio) + 20 (pequeño al final) + 400 (capote anunciado) = 582. Cada defensor marca - 582,. El declarante marca 582 x 3 = 1746.

## Tarot para tres jugadores
Se modifican algunas reglas:
- Las cartas se distribuyen de cuatro en cuatro.
- Cada jugador recibe 24 cartas, la reserva es de seis cartas.
- El anuncio de triunfos requiere: 13 (montón), 15 (doble montón) y 18 (triple montón).
- Quien gana la excusa la retiene para su montón sin reemplazarla.
- Se deben contar exactamente los medios puntos. Si al declarante le falta medio punto para cumplir el contrato, lo pierde. El bando ganador tiene derecho a redondear su puntaje hacia arriba (si tiene 40 1/2 lo lleva a 41).

## Tarot para cinco jugadores o "llamado al rey"
- Cada jugador recibe 15 cartas, la reserva es de tres cartas.
- El anuncio de triunfos requiere: 8 (montón), 10 (doble montón) y 13 (triple montón).
- Antes de devolver la reserva el declarante nombra un rey (o una dama si él tiene los cuatro reyes) y el defensor que lo tenga se convierte en su compañero pero nada en su actitud debe revelarlo y solo se sabrá en el momento en que juegue la carta nombrada. AI término del juego, el tomador y su aliado se reparten los beneficios (o las pérdidas) obtenidos del contrato

Si el rey elegido está en la reserva el juego es 4 contra 1 y la misma situación se da si el declarante elige un rey que esté en su poder
La primera carta no puede ser del palo que eligió el declarante para su "llamado" a menos que se juegue el rey de dicho palo.
La repartición de los puntos (a favor o en contra) depende de la regla que se haya estipulado al iniciar el juego. Puede ser por mitades o dos tercios para el declarante y uno para el compañero.

## Tarot para dos jugadores
Si bien utiliza las cartas de tarot, esta variante se aleja considerablemente de las otras.
Cada jugador recibe 15 cartas y 6 pilas de cuatro cartas son colocadas delante de él, con la superior boca arriba. No hay subasta. En cada turno el jugador puede elegir jugar una carta de su mano o una de las pilas visibles. 
Una variante es distribuir 12 cartas a cada jugador y formar una reserva de 6 cartas.

## Tarot para seis jugadores con un mazo
No se forma reserva y el declarante designa sus compañeros con un rey y con una dama.

## Tarot con dos mazos para seis a ocho jugadores
- Cada jugador recibe:
  - Si son 6 jugadores, 26 cartas y no hay reserva.
  - Si son 7 jugadores, 21 cartas y la reserva es de 9 cartas.
  - Si son 8 jugadores, 18 cartas y hay 12 en la reserva.
- El declarante designa con un rey y un as.
- Cuando se juegan dos cartas del mismo valor la segunda es más fuerte.
- El premio del pequeño al final se paga a quien gana la baza una o dos veces ya que hay dos pequeños.
- El anuncio de triunfos se hace con 13 y con 15 triunfos
- Para cumplir el contrato se requieren estos puntos:
  - 72 con 6 extremos.
  - 77 con 5 extremos.
  - 82 con 4 extremos.
  - 92 con 3 extremos.
  - 101 con 2 extremos.
  - 106 con 1 extremo y
  - 111 sin extremos.

## Algunas variantes del tarot
Hay muchas variantes que se utilizan en el juego de tarot.
- Para el anuncio sin triunfos la excusa no cuenta como triunfo.
- Además del capote se puede anunciar el pequeño capote (ganar todas las bazas menos una).
- Prohibición de jugar los tres extremos en la misma baza.
- En el juego de 5 el declarante puede nombrar cualquier carta (salvo extremos o triunfos) para designar al compañero.
- Jugar "a la miseria": si ningún jugador tomó el contrato, en lugar de hacer una nueva distribución de cartas la reserva se coloca a un costado y se juegan las bazas conforme las reglas generales pero el ganador es quien menos puntos obtenga. En esta forma se trata de castigar a los jugadores que teniendo buenas cartas no ofertan por el contrato.
- En el juego de 5 participantes, el declarante hace equipo con el jugador que levante el rey designado. Hay más estrategia, traición y tensión.
- En el juego de 3 participantes, retirar las cartas número 2 a 6 de los cuatro palos. Las cartas se distribuyen de a 3, la reserva es de 4 cartas. El cómputo de las bazas se realiza agregando cinco a cada uno de los partidos para compensar los diez puntos retirados.

## Algunos principios de estrategia

### En el descarte
- Debe darse prioridad al palo largo (cinco o más cartas del mismo palo) que contenga cartas más altas.
- Un doble (palo con solo dos cartas) es teóricamente ligeramente superior a dos singles (palo con solo una carta).

### Juego del declarante
- La caza del pequeño.
  - Si el declarante posee un palo largo pobre, debe evitar jugar triunfos.
  - Con palos muy fuertes, le interesa tomar al pequeño (un juego sin triunfos le será probablemente favorable).
  - Con un importante conjunto de triunfos altos y de colores débiles, es preferible tomar el pequeño sin levantar todos los triunfos de los defensores.
- El declarante y el pequeño.
  - El declarante que trate de jugar el pequeño al final debe estar atento, incluso aunque tenga más de diez triunfos.
  - Si el pequeño es el séptimo triunfo o menos, el declarante debe  couper con el pequeño tan pronto como se le presente la ocasión.
- Los palos.
  - El pequeño al final debe constituir un objetivo secundario en comparación con el de ganar el juego.
  - Si a los defensores se quedan sin triunfos, el declarante debe dejar de jugar del palo largo que él no podría afianza a causa de que los fallos favorecen a la defensa.
  - Con el pequeño matrimonio quinto, el declarante puede sacrificar el caballero para afirmar la dama y ganar un tiempo precioso sobre su adversario.

### Juego de los defensores
- La salida.
  - Un defensor que tiene el pequeño corto (como tercer o cuarto triunfo) sale si es posible con un sencillo o con un doble y sino, juega de su palo largo.
  - Un defensor que no posee el pequeño generalmente sale con un triunfo si el declarante encontró un triunfo por lo menos en la reserva.
  - Un defensor que posee solo dos triunfos juega el más fuerte para no quedar mano en la baza siguiente.
  - Para un defensor colocado a la derecha o enfrente del declarante, la excusa puede ser una salida significando que no posee el pequeño ni triunfos mayores para defenderla.
  - Un defensor colocado delante del declarante que posee el 19 y el 20 juega el 19 para indicar a los otros defensores que tiene el 20.
- El pequeño en defensa.
  - Dado que el declarante tratará de obtener el pequeño, el poseedor del mismo colocado a su derecha no debe jugar sus triunfos más altos; debe subir solamente el más ajustado.
  - Cuando el jugador colocado frente al declarante ha ganado la baza primera, el defensor ubicado a la izquierda debe luego tratar de retomar la mano para repetir ese color si el declarante no lo ha superado. La defensa puede por tanto explotar esa situación para tomar los honores del declarante (por ejemplo, un singleton con un rey).
  - Luego que el declarante gana la baza, un defensor puede volver a jugar el color de salida una vez más (pero solo una).
  - Para salvar el pequeño sobre sun doble, hay que jugar la carta más fuerte de ese doble ara evitar un bloqueo en la segunda vuelta de ese color.
  - En la medida de lo posible, sobre la salida del declarante, los defensores deben evitar ganar la mano si él no tiene el pequeño.
  - Para asegurar el pequeño es suficiente el triunfo inferior al utilizado para señalarlo.